# Cratichneumon flavifrons
Cratichneumon flavifrons là một loài tò vò trong họ Ichneumonidae.